# Vrijdagmoskee van Borujerd
De Vrijdagmoskee van Borujerd (Perzisch: مسجد جامع بروجرد - Masjid-e-Jāmeh Borujerd) is een grote moskee (Jameh) in Borujerd, in de provincie Lorestan, in westelijk Iran. Het is de oudste moskee in het Zagrosgebied en in West-Iran.
De moskee is gelegen in de oude wijk van de stad Borujerd. De moskee werd gebouwd op een oude vuurtempel van de pre-islamitische Sassanidische dynastie.